# Hongdu
Hongdu is een Chinees historisch motorfietsmerk.
De bedrijfsnaam was: Hongdu Machinery Factory.
Dit was een Chinees bedrijf dat halverwege de jaren zestig motorfietsen ging bouwen. De Hongdu was in feite een Yamaha RX 125 eencilinder-tweetakt, maar werd in het algemeen afgeleverd met toerruit en beenschilden. De machines werden in Nanchang geassembleerd en vrijwel uitsluitend op de Chinese markt verkocht. Bij de Hongdu Machinery Factory werden ook de zwaardere Chang Jiang-modellen gemaakt.